# آلساندرو ملی
آلساندرو ملی (به ایتالیایی: Alessandro Melli) بازیکن فوتبال و اهل ایتالیا است 

## تیم ملی
از سال ۱۹۹۱ میلادی عضو تیم ملی فوتبال ایتالیا بوده و در ۲ بازی ملی حضور داشته‌است. او در بازی‌های ملی‌اش گلی به ثمر نرساند.
آلساندرو ملی آخرین بازی ملی خود را در سال ۱۹۹۳ میلادی انجام داد.